# 古代ローマ人の24時間

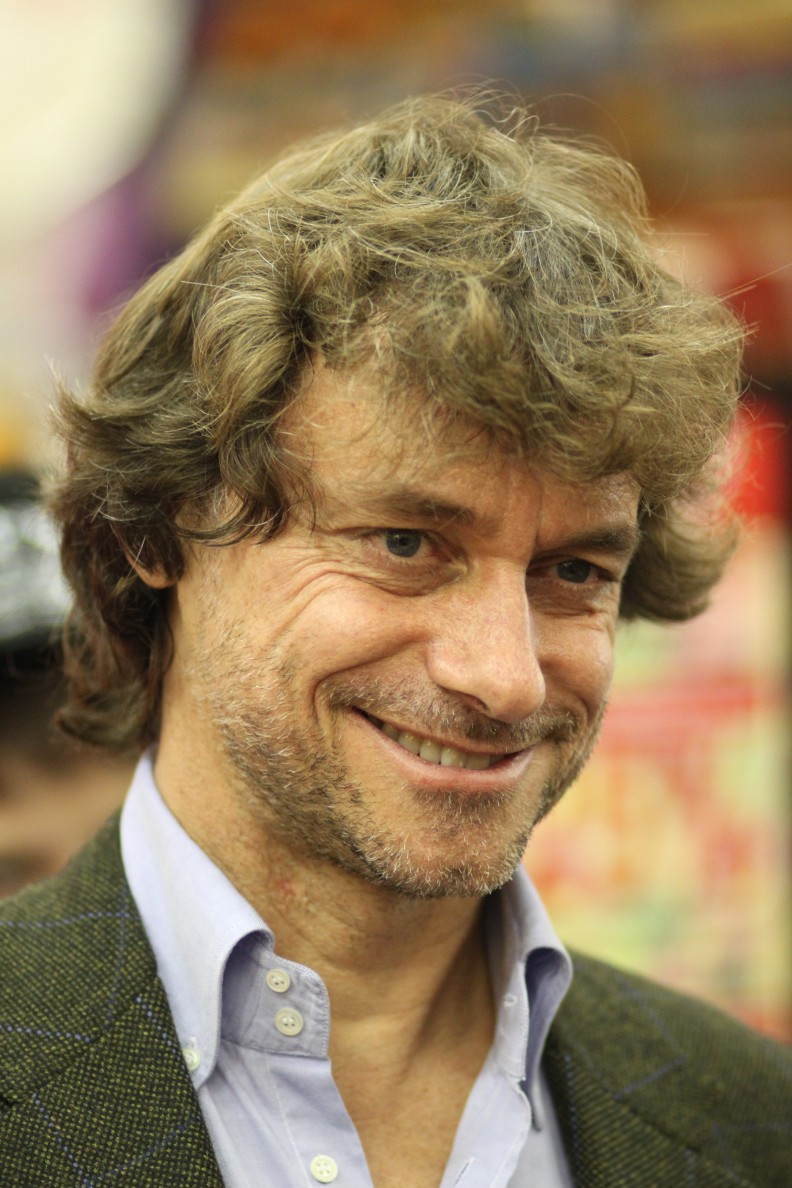
著者のアルベルト・アンジェラ

『古代ローマ人の24時間 -よみがえる帝都ローマの民衆生活-』（こだいローマじんの24じかん -よみがえるていとローマのみんしゅうせいかつ-、原題：Una giornata nell'antica Roma）は、アルベルト・アンジェラ（Alberto Angela）による歴史書。
日本では、関口英子の翻訳で、河出書房新社より出版された。